# Llano del Carmen, San Luis Potosí
Llano del Carmen är en ort i Mexiko.   Den ligger i kommunen Villa Hidalgo och delstaten San Luis Potosí, i den centrala delen av landet, 400 km norr om huvudstaden Mexico City. Llano del Carmen ligger 1 603 meter över havet och antalet invånare är 210.
Terrängen runt Llano del Carmen är varierad. Llano del Carmen ligger nere i en dal. Runt Llano del Carmen är det mycket glesbefolkat, med 7 invånare per kvadratkilometer. Det finns inga andra samhällen i närheten. Omgivningarna runt Llano del Carmen är i huvudsak ett öppet busklandskap.